# チャウフー県
チャウフー県（チャウフーけん、ベトナム語：Huyện Châu Phú / 縣周富?）は、ベトナム社会主義共和国アンザン省の県。面積は425.7km²、人口は250,567人（2018年）である。

## 行政区画
1市鎮12社から構成される。